# Poziom osadniczy
Poziom osadniczy – w archeologii: ślady działalności ludzkiej w danym miejscu ograniczające się tylko do zabytków ruchomych, pozostawionych na ówczesnej powierzchni gruntu.